# Dichaetomyia pilifemur
Dichaetomyia pilifemur är en tvåvingeart som först beskrevs av Stein 1906.  Dichaetomyia pilifemur ingår i släktet Dichaetomyia och familjen husflugor. Inga underarter finns listade i Catalogue of Life.